# AH Близнецов
AH Близнецов (лат. AH Geminorum) — двойная затменная переменная звезда типа W Большой Медведицы (EW) в созвездии Близнецов на расстоянии приблизительно 2 264 световых лет (около 694 парсек) от Солнца. Видимая звёздная величина звезды — от +14,9m до +14,4m. Орбитальный период — около 0,3368 суток (8,083 часов).

## Характеристики
Первый компонент — жёлто-белая звезда спектрального класса G-F. Радиус — около 1,22 солнечного, светимость — около 1,789 солнечной. Эффективная температура — около 6038 К.
Второй компонент — жёлто-белая звезда спектрального класса G-F.